# Ion C. Frimu
Ion Costache Frimu (n. 4/16 octombrie 1871, comuna Bârzești, județul Vaslui; d. 19 februarie 1919, Închisoarea Văcărești) a fost un militant socialist și fruntaș al Partidului Social-Democrat, care a murit în urma bătăilor suferite în închisoare, ca urmare a participării sale la manifestațiile muncitorilor tipografi din decembrie 1918.

## Biografie

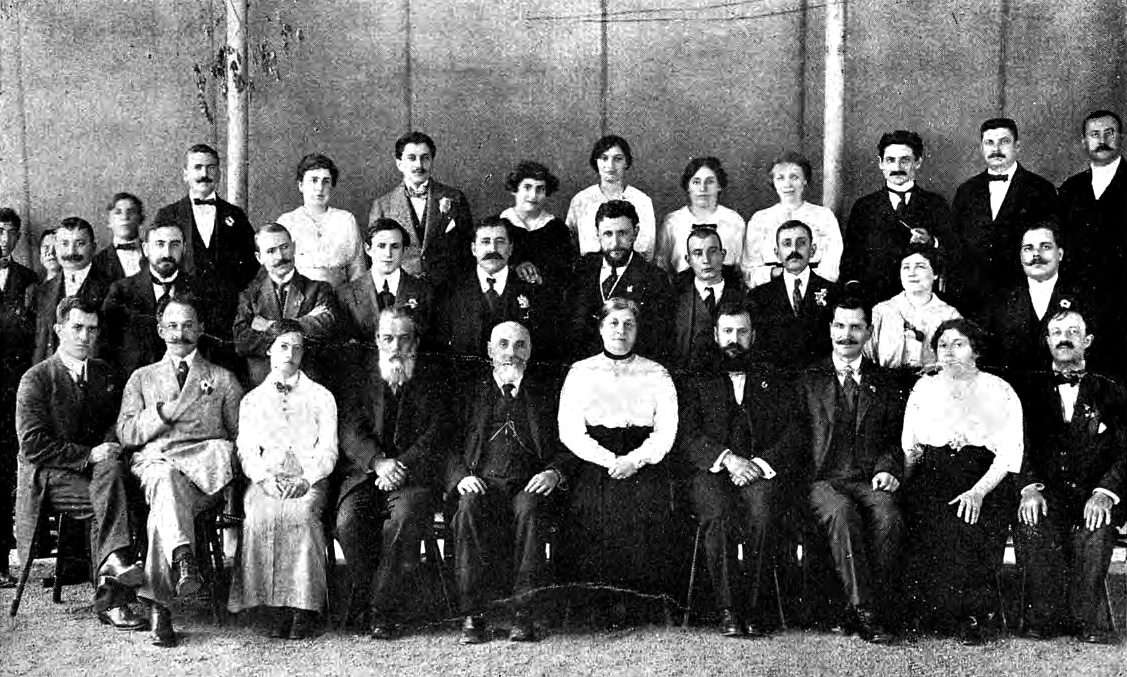
Socialiști români la sărbătorirea zilei de naștere a lui Constantin Dobrogeanu-Gherea la Ploiești (1915), Ion C. Frimu este al treilea din dreapta în primul rând

Ion Costache Frimu s-a născut la data de 4/16 octombrie 1871 în comuna Bârzești (județul Vaslui). Era de profesie tâmplar. La 31 martie 1893, a fost fondat, la București, Partidul Social-Democrat al Muncitorilor din România (PSDMR). Din conducerea acestuia făceau parte Ioan Nădejde, Vasile G. Morțun, Constantin Dobrogeanu-Gherea, Ion C. Frimu, Mihail Gheorghiu-Bujor, Cristian Racovski, Dimitrie Marinescu, Gheorghe Cristescu și Ilie Moscovici.
În decembrie 1896, a fost înființată Uniunea Sindicatelor Breslelor, un eveniment de cea mai mare importanță pe linia centralizării organizațiilor sindicale muncitorești, I. C. Frimu fiind ales în anul 1898 președinte al acestei uniuni sindicale. În 1899 PSDMR s-a destrămat, prin ruperea mai multor aripi (printre care și cea lui Vasile G. Morțun), iar cluburile muncitorești au fost desființate, cu excepția clubului de la București, în cadrul căruia au continuat să activeze lideri socialiști ca I.C. Frimu, C. Z. Buzdugan și Cristian Racovski. 
A înființat și a făcut parte din conducerea revistei „România muncitoare” și a Uniunii Socialiste din România (1907). În martie 1905, Frimu a pus bazele Sindicatului Tâmplarilor din București, fiind ales ca președinte al acestuia.
La 31 ianuarie 1910 a fost înființat, la București, Partidul Social Democrat Român (PSDR), ai cărui lideri au fost aleși I. C. Frimu, Mihail Gheorghiu-Bujor, dr. Cristian Racovski, Dimitrie Marinescu și Constantin Vasilescu. În anul 1911 Frimu a intrat în legătură cu liderul comunist rus Vladimir Ilici Lenin. În timpul primului război mondial, a fost delegat la cea de-a treia Conferință a internaționaliștilor împotriva războiului din septembrie 1917 de la Stockholm.
După primul război mondial și ca urmare a sărăciei de după încetarea ostilităților, influența Revoluției din Octombrie s-a extins și în România. După un articol publicat de Cristian Racovski în ziarul „România muncitoare” în care declara că „cucerirea Basarabiei sau a Transilvaniei trebuie osândită de noi”, au fost declanșate mai multe manifestații muncitorești, în care, pe lângă revendicările salariale și cererea de condiții de muncă mai bune pentru muncitori, s-au cerut și schimbări politice. Prin aceste manifestații s-a încercat declanșarea unei lupte a muncitorilor români pentru detronarea regelui și alungarea de la putere a clasei politice „burghezo-moșierești”.

## Manifestația muncitorească din 13 decembrie 1918
La 6/19 decembrie 1918, muncitorii tipografi de la atelierele grafice Sfetea și „Minerva” au declarat grevă pentru a obține condiții mai bune de muncă și viață (salarii mărite, ziua de muncă de 8 ore ș.a.). Revendicările lor nefiind satisfăcute, toți tipografii din capitală au anunțat grevă, care a fost stabilită la interval de o săptămână.
La data de 13/26 decembrie, a avut loc o mare manifestație socialistă a muncitorilor din București, principalii organizatori ai acesteia fiind Cristian Racovski, tipografii Iancu Luchwig și Sami Steinberg, cizmarul Marcus Iancu, corectorul Marcel Blumenfeld, Ilie Moscovici, I.C. Frimu, Gheorghe Cristescu, D. Pop și alții. 
În acea zi, cei aproape 600 de muncitori tipografi din capitală au încetat lucrul și s-au îndreptat spre Ministerul Industriei și Comerțului, însoțind delegația pe care au desemnat-o să prezinte revendicările lor. Cu muncitorii tipografi, s-au solidarizat și muncitorii de la alte fabrici și uzine din București. Manifestanții au scandat lozincile „Jos armata! Jos regele! Trăiască Republica!”. Manifestația trebuia să aibă loc în fața Teatrului Național. 
În momentul în care coloanele de muncitori au ajuns în Piața Teatrului Național, au fost întâmpinate de forțele de ordine, formate din Regimentul 9 Vânători de munte, Poliție și Jandarmerie, comandate de prefectul de poliție generalul Ștefănescu și de șeful garnizoanei București, generalul Mărgineanu. Forțele de ordine se grupaseră pe strada Ion Câmpineanu, în Pasajul Român, comandamentul fiind instalat în sediul secției de poliție din pasaj. Din pasaj, generalul Mărgineanu a telefonat primului ministru Ion I.C. Brătianu cerându-i autorizația de a interveni împotriva demonstranților. 
Forțele de ordine au intervenit cu focuri de armă, în Piața Teatrului Național rămânând 16 morți și zeci de răniți din rândurile muncitorilor. Ulterior, după preluarea puterii, propaganda comunistă a susținut că au fost 102 morți și sute de răniți, care nu au fost înregistrați de istoriografia oficială. Personalități marcante ale vieții culturale, artistice și politice ca Ion Slavici, Nicolae Tonitza, Gala Galaction, au condamnat cu asprime actul represiv al guvernului. Au fost arestați sute de muncitori, membri ai mișcării sindicale și ai Partidului Socialist, care au fost schingiuiți.
Omul politic Ion Gh. Duca, care era în acel moment membru al guvernului, arăta că poliția „a arestat pe toți fruntașii mișcării și i-a bătut atât de crunt, încât unul dintre socialiștii mai de vază, Frimu, a murit peste câteva zile de pe urma rănilor dobândite” .

## Procesul și moartea lui I.C. Frimu
Ministrul de Interne, George G. Mârzescu, și-a justificat ordinul dat forțelor de ordine de a trage în plin declarând că greviștii erau ațâțați de agenți bolșevici. Printre cele 52 de persoane arestate sub învinuirea de crimă „contra siguranței statului, complot contra statului” și „provocare de rebeliune și ofensă adusă M.S. Regelui” se aflau și activiști comuniști, infiltrați în rândul social–democraților la ordinul bolșevicilor de la Moscova, între care Alecu Constantinescu, Jaques Konitz, Alexandru Bogdan și I.S. Dimitriu. 
Maiorul V. D. Chiru, comisarul regal, a subliniat în rechizitoriul său că manifestatia de la 13 decembrie se dorea a fi semnalul declanșării revoluției bolșevice în România, iar greva tipografilor era doar un pretext ce urma să fie speculat de comuniști. Un manifest descoperit de polițiști la Clubul Socialist prezenta planul declanșării revoluției: „Revoluția nu mai poate fi oprită. Un fluier de sirenă numai, un strigăt: La Arme! Și sute de mii de muncitori și muncitoare vom năvăli pe străzi, vom ridica din trăsuri și tramvaie baricade, vom pune în mișcare tunurile, mitralierele, puștile, grenadele, vom ocupa ministerele, polițiile, poștele, telegrafele, gările, cazărmile și vom pune mâna pe conducerea Statului!“ .
La procesul intentat muncitorilor arestați, pe banca apărării s-au aflat avocații socialiști Constantin Titel Petrescu, Constantin Mille, Radu Rosetti, Toma Dragu și N.D. Cocea. În timpul procesului, comisarul regal nu a putut aduce dovezi în sprijinul rechizitoriului spre a susține încadrările juridice, decât împotriva agitatorilor comuniști, pe care Curtea Marțială i-a condamnat la 5 ani închisoare, ceilalți muncitori fiind achitați în februarie 1919. 
I. C. Frimu, care fusese învinuit de instigare, a murit în Închisoarea Văcărești la data de 6/19 februarie 1919 în urma bătăilor și schingiuirilor poliției la care fusese supus în arest și a bolii căpătate în închisoare. Mii de muncitori au participat la înmormântarea sa, cerând pedepsirea asasinilor lui Frimu. Liderul socialist Constantin Titel Petrescu îl caracteriza pe I.C. Frimu drept „acel admirabil exemplar omenesc de onestitate, bunătate, omenie”.

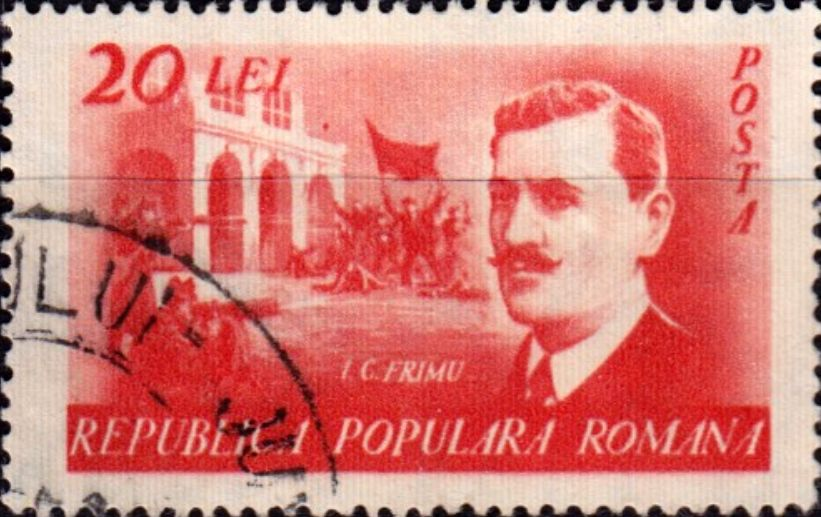
Marcă poștală realizată de Dimitrie Știubei

După preluarea puterii de către Partidul Comunist Române, rămășițele pământești ale lui I. C. Frimu au fost mutate în Mausoleul din Parcul Carol, în semicercul din jurul monumentului. Frimu a fost considerat erou al „mișcării muncitorești” din România. Numele său a fost dat uzinelor din Sinaia și mai multor străzi din principalele orașe ale României.
În anul 1991, mausoleul a fost dezafectat, iar osemintele lui I. C. Frimu au fost mutate în Cimitirul "Sf. Vineri" din cartierul Grivița, mormântul său fiind marcat cu un stâlp roșu.